# Bakenhonszu

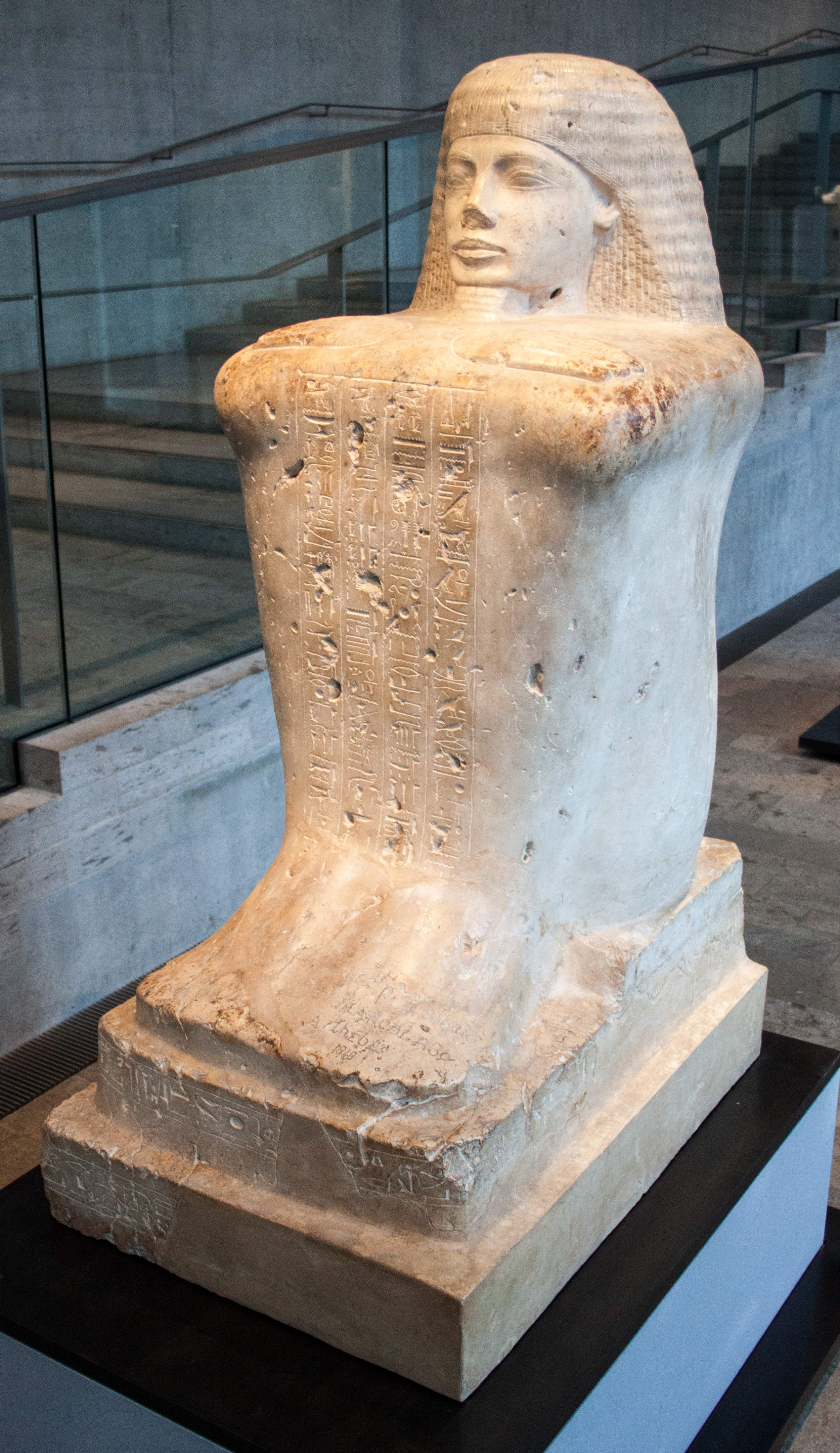
Bakenhonszu kockaszobra a müncheni Staatliches Museum Ägyptischer Kunst gyűjteményében

Bakenhonszu („Honszu szolgája”) Ámon főpapja volt az ókori Egyiptomban, II. Ramszesz uralkodása idején. Fennmaradt önéletrajzi szövege egy kockaszobra hátulján; ebben benyújtást enged az egyiptomi nemes ifjak oktatásába.
Ipui Ámon-pap és Romé fiaként született, két öccse Roma-Roj és Ipui. Négy évet töltött az iskolában, a kor szokásainak megfelelően négyéves korától kezdve. Itt megtanult írni és olvasni. Ezután tizenegy évig I. Széthi fáraó istállóiban dolgozott, ahol valószínűleg megtanult íjjal lőni és kocsit hajtani. Elképzelhető, hogy a seregben is szolgált egy ideig. Ezután kezdte meg papi pályafutását, Ámon papságához csatlakozott Thébában, ahol apja, Ipui már papként szolgált (ő később Ámon második prófétája lett). Négy évet wab-papként töltött (ez volt a legalacsonyabb papi rang), majd prófétává léptették elő, és tizenkét év múlva már az Ámon harmadik prófétája rangot töltötte be, azaz a harmadik legmagasabb rangú pap volt. Innen léptették elő második, majd első prófétává, azaz főpappá. Huszonhét évig töltötte be ezt a pozíciót. II. Ramszesz uralkodásának utolsó évében, kilencvenévesen hunyt el. Öccse, Roma-Roi követte főpapként.
Bakenhonszu felelt a király több építkezéséért is, többek közt a karnaki templomkomplexum keleti templomát ő építtette.
Feleségét Meretszegernek hívták; két fia, Paszer és Amenmessze is Théba polgármestere lett. Leánya, Nofertari Tjanoferhez, Ámon harmadik prófétájához ment feleségül és három fia, illetve unokája is Ámon második, harmadik vagy negyedik prófétájaként szolgált; az ő révén áll kapcsolatban a család egy másik befolyásos családdal, Ramszesznahtéval, aki a XX. dinasztia idején volt főpap (Ramszesznaht leánya, Tamerit vagy Aatmerit Nofertari egyik fiához, Amenemopethez ment feleségül).